# Avenida Santa Teresa
La avenida Santa Teresa es una importante avenida de Asunción, Paraguay. Se inicia en la avenida Aviadores del Chaco y termina en la calle Cnel. Francisco Martínez, en la frontera con la ciudad de Fernando de la Mora. Tras el cruce con la calle Cnel. Francisco Martínez, la avenida Santa Teresa sigue con el mismo nombre hasta que llega a la Avenida Mariscal López, en el cruce conocido como Curva de la Muerte.

## Toponimia
La avenida es nombrada así por la religiosa española y fundadora de las carmelitas descalzas, Teresa de Jesús.

## Importancia
La importancia de la avenida radica en el hecho de que dicha avenida se encuentra en el nuevo eje corporativo de la capital paraguaya.

## Lugares de interés
Los lugares importantes que se encuentran sobre esta avenida de noroeste a sureste son:
- Paseo La Galería
- Sede Social de Jubilados Bancarios
- Cementerio del Este

## Infraestructura
La avenida está asfaltada en su totalidad. Su anchura es de dos carriles por lado, existe un viaducto en todo su recorrido, sobre la Av. Madame Lynch, pasando sobre Santa Teresa.

## Viabilidad
La Avenida Santa Teresa es de doble sentido en toda su extensión.